# Serge et Christine Ghisoland
Serge et Christine Ghisoland sont un duo belge formé en 1970.
Le duo est connu pour avoir participé au Concours Eurovision de la chanson 1972 représentant la Belgique avec la chanson À la folie ou pas du tout, après avoir également participé à la finale nationale belge pour l'Eurovision 1970 avec les chansons Lai lai lai et Nous serons toi et moi.

## Discographie

### Album studio
- 1972 : À la folie ou pas du tout

### Singles
- 1970 : La Rose
- 1970 : Lai, lai, lai
- 1972 : À la folie ou pas du tout
- 1972 : Je vais